# Ліга Справедливості
Ліга Справедливості (Справедливости; англ. Justice League) — команда супергероїв, створена Гарднером Фоксом, що з'являється в коміксах The Brave and the Bold #28 видавництва DC Comics в лютому-березні 1960 року. В жовтні того ж року, «Команда» отримала свій власний комікс, який буде продовжуватися аж до квітня 1987 року, всього 261 номер. Перша команда мала назву Justice League of America (Ліга Справедливості Америки) або JLA і включала 7 найпопулярніших героїв свого часу. Протягом багатьох років її склад значно змінювався, різні втілення або підрозділи команди працювали в різний час, як, наприклад: Justice League Europe, Justice League International, Justice League Task Force, Justice League Elite та Extreme Justice.

## Історія
Хтось з них має надприродні сили, хтось звичайна людина у костюмі супергероя, але разом вони — команда Ліга справедливості, це герої DC Comics, зібрані в одну команду. Команду, яка бореться за права людей!
Серію коміксів про пригоди Ліги Справедливості перезапустять у червні 2018 року. Команда отримає новий склад і нових авторів та художників. Візьме початок оновлена «Ліга Справедливості» з подій коміксів, що вийдуть у травні: «DC Nation #0» та «Justice League: No Justice».

## Учасники Ліги Справедливості

### Склад JLA
- Аквамен
- Бетмен
- Диво-жінка
- Зелений Ліхтар (Гел Джордан)
- Марсіанський Мисливець
- Супермен
- Флеш

### Персонажі 1960-х
- Атом
- Зелена Стріла
- Чоловік Яструб
- Чорна Канарка

### Персонажі 1970-х
- Phantom Stranger
- Elongated Man
- Дівчина-яструб
- Затана
- Червоне Торнадо

### Персонажі 1980-х
- Firestorm

### Інші персонажі
- Вікстен
- Зелений Ліхтар (Джон Стюарт)
- Капітан Атом
- Капітан Марвел